# آردیسیا

## مشخصات علمی
نام این گیاه آردیسیا با نام علمی ARDISIA CRENATA و نام انگلیسی CHRISTMAS BERRY میباشد.
گیاه آب تره عضوی از گروه خانواده میرسیناسه به انگلیسی MYRSINACEAE و بومی مناطق شرق آسیا از ژاپن تا شمال هند میباشد.
از نام های رایج و دیگر این گیاه میشود به Australian holly،coral ardisia،coral bush،coral berry،coral berry tree،hens eyes،spice berry  اشاره کرد.

## شرایط نگهداری
نور مورد نیاز: این گیاه به نور متوسط نیاز دارد و باید در نیمسایه قرار بگیرد.
سایه کامل باعث میشود این گیاه رشد نکند.
آب مورد نیاز: این گیاه باید شرایط آبیاری مرطوبی داشته باشد و هفته ای 3 بار به صورت منظم آبیاری شود.
از آبیاری زیاد این گیاه بپرهیزید.
خاک مورد نیاز: بهتر است خاک این گیاه خاک برگ تقویت شده با کود حیوانی و زهکشی خوب باشد.
توجه داشته باشید که اگر خاک این گیاه ترکیبی از خاک شنی،ماسه ای و لومی مرطوب باشد این گیاه بهتر رشد میکند.
ph خاک این گیاه بهتر است عددی بین 4 تا 10 باشد.
کوددهی این گیاه باید از اواخر زمستان تا اوایل بهار انجام شود.
دما مورد نیاز: این گیاه باید در دمای 20 الی 25 درجه سانتی گراد نگهداری شود.
دمای محیطی این گیاه نباید زیر 15 درجه سانتی گراد باشد زیرا به این گیاه آسیب وارد میکند.